# 唐齊陵
齐陵为唐朝皇家陵寝之一，为唐玄宗长子李琮墓。位于京兆府昭应县（今陕西省西安市临潼区）。
天宝十载（751年），唐玄宗长子庆王李琮去世，赠太子，谥号敬德。至德元载（757年），唐肃宗追尊兄长为奉天皇帝，妃窦氏为恭应皇后，将其改葬，陵号齐陵。